# جون نورث (أستاذ جامعي)
جون نورث (بالإنجليزية: John North)‏ هو مؤرخ بريطاني، ولد في 19 مايو 1934 في شلتنهام في المملكة المتحدة، وتوفي في 31 أكتوبر 2008 بسبب سرطان.